# Heilig Hart van Jezuskerk (Oud-Caberg)
De Heilig Hart van Jezuskerk is een rooms-katholieke parochiekerk in de Nederlandse stad Maastricht, gelegen aan de Van Akenweg 63 in de buurt Oud-Caberg. De traditionalistisch vormgegeven kerk is een gemeentelijk monument,
De kerk werd in 1876-'77 gebouwd voor de katholieke gelovigen in het dorp Caberg, dat tegenwoordig als Oud-Caberg een buitenwijk van Maastricht is. Architect Johannes Kayser ontwierp een eenbeukige zaalkerk in neogotische stijl. In 1900 werd de door Willem Sprenger in neoromaanse stijl ontworpen toren aangebouwd. In 1936-'37 werd de kerk vergroot met een nieuw priesterkoor en zijbeuken, een traditionalistisch ontwerp van Alphons Boosten. Het schip van Kayser telt vier traveeën en is overdekt met gemetselde kruisribgewelven.
De kerk wordt gebruikt door de rooms-katholieke parochie van het H. Hart van Jezus, die in 1990 fuseerde is met de parochie van de H. Christoforus in Caberg. Sinds omstreeks 2010 is de parochie onderdeel van het parochiecluster Maastricht-West.